# Schlacht um Wake
1941

Thailand – Malaiische Halbinsel – Pearl Harbor – Hongkong – Philippinen – Guam – Wake – Force Z – Borneo
1942

Burma – Rabaul – Singapur – Sumatra – Timor – Australien – Java – Salamaua–Lae – Bougainville/Buka – Shortland-Inseln – Indischer Ozean – Port Moresby – Tulagi – Korallenmeer – Midway – Nordamerika – Buna-Gona – Kokoda-Track – Nauru/Ocean Island
Die Schlacht um Wake war eines der ersten Gefechte zwischen Japan und den USA im Pazifikkrieg. Sie begann einen Tag nach dem japanischen Angriff auf Pearl Harbor am 8. Dezember 1941 und endete am 23. Dezember mit dem Sieg der japanischen Angreifer. Die Verteidigung der Insel durch eine weit unterlegene Zahl von Soldaten des US Marine Corps gilt bis heute in den USA als bewundernswertes Glanzstück ihrer Militärgeschichte.

## Strategische Lage
Das Wake-Atoll war für Japan von strategischem Interesse. Der Hauptgrund für die Eroberung Wakes lag darin, dass Japan die Insel nicht den Amerikanern überlassen konnte, wenn es sich der Herrschaft über Indochina, Malaya, Borneo, Sumatra und Java dauerhaft versichern wollte. Sowohl für Japan wie auch für die USA stellte Wake eine wichtige Flugzeugbasis dar, die zudem in amerikanischer Hand die japanischen Besitzungen auf den Marshallinseln bedrohte.

## Vorfeld der Schlacht
Wake ist eine Koralleninsel inmitten des Pazifiks und liegt zwischen dem amerikanischen Hawaii und den zu diesem Zeitpunkt japanisch besetzten Marianen. Das einsame Atoll besteht aus drei Inseln ohne Süßwasserquellen. Zur Zeit des Angriffs unterhielt die Luftfahrtgesellschaft Pan Am eine Zwischenlandestation, die aus einem Flugfeld sowie einem Hotel für etwa 1000 Fluggäste und Flugpersonal bestand. Auf Wake waren 449 Marineinfanteristen unter der Führung von Major James Devereux stationiert. Sie waren ausgerüstet mit veraltetem, zum Teil noch aus dem Ersten Weltkrieg stammenden Material, einigen Geschützen, die von abgewrackten Kriegsschiffen stammten, sowie  zwölf Jagdflugzeugen vom Typ Grumman F4F, denen es an Ersatzteilen mangelte. Die Vorbereitungen auf einen zu erwartenden Angriff der Japaner liefen seit nicht einmal 24 Stunden, als am 8. Dezember 1941 die ersten japanischen Bomben auf Wake fielen. Auch einige hundert Zivilisten (hauptsächlich Bauarbeiter) befanden sich zur Zeit des Angriffs noch auf der Insel. Die kurz zuvor in Richtung Hawaii abgeflogene Philippine Clipper, ein Martin M-130-Verkehrsflugboot der Pan Am, wurde nach dem Eintreffen der Nachricht vom Angriff auf Pearl Harbor zurückgerufen, da die Lage als zu gefährlich eingeschätzt wurde; die Maschine landete erneut auf Wake.

## Vorbereitende Luftangriffe
Zur Mittagszeit des 8. Dezember stießen 34 japanische Bomber vom Typ G3M2 aus der Wolkendecke. Innerhalb von Minuten wurden das Pan-Am-Hotel, die Treibstofftanks des Flugfeldes sowie acht der zwölf Jagdflugzeuge zerstört. Die vollgetankte „Clipper“ der Pan Am blieb intakt und verließ Wake noch am gleichen Tag vollbesetzt in Richtung Midway. Zur gleichen Zeit des nächsten Tages folgte ein weiterer Angriff durch 27 von den Marshallinseln aus gestartete Bomber, die das Lazarett, Werkstätten sowie weitere Treibstoffvorräte in Brand setzten. Den Verteidigern gelang kein Abschuss. Etwa 100 Zivilisten aus dem Pan-Am-Hotel boten zu diesem Zeitpunkt ihre Hilfe bei der Verteidigung der Insel an. Mit ihrer Hilfe gelang es, die Küstengeschütze und Flugabwehrstellungen bis zum nächsten Angriff am folgenden Tag zu verlegen und durch Attrappen zu ersetzen. Der Angriff am Vormittag des 10. Dezembers durch 26 Bomber zielte dann auch tatsächlich auf die alten Stellungen ab und die Attrappen wurden heftigen Bombardements ausgesetzt.

## Angriff der japanischen Flotte
Gegen Abend wurden schließlich von einem amerikanischen U-Boot nahende japanische Kriegsschiffe gesichtet und die Wachmannschaften auf Wake entsprechend verstärkt. Die japanische Angriffsflotte unter Konteradmiral Kajioka Sadamichi bestand aus drei Leichten Kreuzern, sechs Zerstörern, zwei bewaffneten Frachtern sowie zwei Patrouillenbooten (zu Mutterschiffen für Landungsboote umgebaute Zerstörer). Ihr Angriffsplan sah vor, zunächst die Insel durch Artillerie unter Beschuss zu nehmen, dann 450 Männer mit den Landungsbooten auf der Hauptinsel Wake sowie Wilkes Island anzulanden und schließlich, je nach Erfolg des Unternehmens, weitere Soldaten von den Schiffen auf dem Atoll abzusetzen. Es galt als sicher, dass die vorangegangenen Bombardements eine Verteidigung der Insel unmöglich gemacht hatten und dass mit einer schnellen Kapitulation der Marineinfanteristen zu rechnen sei. So war die japanische Führung überrascht, als ihnen im Morgengrauen des 11. Dezembers heftiger Widerstand entgegenschlug, als sie sich bereits in nächster Nähe zur Küste der Insel befanden. Den Verteidigern gelang es, einen Zerstörer zu versenken und drei weitere Kriegsschiffe schwer zu beschädigen. Zudem kenterten Landungsboote in der rauen See. Admiral Kajioka gab den Befehl zum Rückzug aufs offene Meer.
Am frühen Morgen griffen die vier amerikanischen Kampfflugzeuge den Verband an. Sie warfen im Rotationsverfahren ihre 50-kg-Bomben ab, kehrten zum Flugfeld zurück, um aufzutanken und neue Bomben zu laden, und griffen erneut an. Auf diese Weise versenkten sie einen weiteren Zerstörer und beschädigten einen der Kreuzer sowie einen bewaffneten Frachter schwer. Zwei der Maschinen wurden beschädigt, konnten jedoch zum Flugfeld zurückkehren. Die verbleibenden zwei F4F beteiligten sich auch an der Abwehr von 17 japanischen Bombern, die herbeigerufen worden waren, um die Küstengeschütze endgültig zu vernichten. Die Bomben verfehlten ihre Ziele. Flak und die beiden Kampfflugzeuge schossen zwei Bomber ab und beschädigten weitere.
Die Verteidiger hatten den Japanern hohe Verluste zugefügt. Tatsächlich handelte es sich bei diesem japanischen Angriff um die einzige Amphibienoperation des gesamten Pazifikkrieges, die fehlschlug. Die amerikanische Presse griff den Kampf der Verteidiger von Wake als Gegenbeispiel zum nationalen Trauma Pearl Harbor auf, und so wurde bald von Major Devereux, dem Kommandeur der Truppe, behauptet, er habe auf die Frage, was man seiner Truppe zukommen lassen sollte, mit „Send us more Japs! (Schickt uns noch mehr Japsen!)“ geantwortet. Major Devereux selbst bestritt allerdings, jemals eine „solche sagenhafte Eselei“ von sich gegeben zu haben. Das angebliche Zitat verfehlte jedoch nicht seine propagandistische Wirkung auf die amerikanische Öffentlichkeit.

## Die Unterstützung blieb aus
Die amerikanische Admiralität schickte zwar am 14. und 15. Dezember mehrere Flottenverbände um die Träger Lexington, Enterprise und Saratoga von Pearl Harbor aus zur Unterstützung der schnell zum Symbol werdenden Verteidiger von Wake Island (darunter auch der mit Ersatzteilen und Munition beladene Frachter Tangier, mit dem dann auch die Evakuierung der restlichen Zivilisten bewältigt werden sollte), doch man befürchtete, jeden Moment in einen japanischen Hinterhalt geraten zu können. Die Position der japanischen Angriffsflotte auf Pearl Harbor war zu diesem Zeitpunkt völlig unklar, es stand zu vermuten, dass sie sich irgendwo in den Gewässern um Wake aufhielt. Konteradmiral Fletcher, dessen Task Force 14 um die Saratoga am nächsten an der Insel lag (am 23. Dezember nur noch einen halben Tag Fahrt von Wake entfernt), begründete seine Entscheidung, nicht in die Schlacht um Wake einzugreifen, mit der großen Bedrohung durch kombinierte japanische Seestreitkräfte und die auf den Marianen stationierten Bomber, der er seinen Verband ausgesetzt sah, sowie der unzureichenden Bestückung der Saratoga mit nur 13 F4F-Kampfflugzeugen. Man konnte sich als Intention hinter dem japanischen Angriff kaum etwas anderes vorstellen als einen Köderangriff, da die Insel an sich für die Japaner völlig wertlos zu sein schien. Man entschied sich deshalb, Wake zu opfern und stattdessen die eigenen Flugzeugträger zu schützen.

## Wake fällt
Das Atoll wurde weiterhin täglich von den japanischen Bombern, die von den Marshallinseln aus starteten, angegriffen. Am 21. Dezember schließlich kamen auch noch Sturzkampfbomber von den japanischen Flugzeugträgern Soryū und Hiryū dazu, die auch schon am Angriff auf Pearl Harbor beteiligt gewesen waren. Die ständigen Einsätze der wenigen verbliebenen F4F auf Wake machten laufend Reparaturen notwendig. Dennoch erzielten die Verteidiger weiterhin eine Reihe von Abschüssen. Die täglichen Einsätze schwächten die Verteidiger jedoch zusehends, und nach einem letzten Angriff gegen einen Schwarm von Trägerflugzeugen am 22. Dezember war keine der Maschinen mehr einsatzfähig. In der Nacht zum 23. Dezember schließlich landeten die japanischen Truppen im Südwesten der Hauptinsel und auf Wilkes Island. Die Verteidiger, unter ihnen auch diverse Zivilisten, die als Munitionsträger und Kombattanten an den Kämpfen teilnahmen, konnten den japanischen Angriff sogar noch abwehren sowie einige der beteiligten Schiffe beschädigen. Jedoch stellte sich nach dem Angriff bald heraus, dass alle verfügbaren schweren Geschütze durch Feindbeschuss unbrauchbar geworden waren und dass den verbleibenden Kämpfern nur noch ihre (ohnehin veralteten) Gewehre sowie einige leichte Maschinengewehre geblieben waren, um die andauernden Angriffe durch Kriegsschiffe und Flugzeuge sowie die auf Wilkes Island verbliebenen japanischen Landungstruppen abzuwehren. Um 13:30 Uhr des 23. Dezembers kapitulierte Major Devereux schließlich.

## Nach der Kapitulation
Die überlebenden Marineinfanteristen sowie ein Großteil der Zivilisten gerieten in Kriegsgefangenschaft und wurden in Kriegsgefangenenlager auf dem Festland verschifft. Etwa 100 Zivilisten verblieben jedoch (ebenfalls als Kriegsgefangene) auf Wake Island und wurden dort am 7. Oktober 1943 getötet, weil sie angeblich versucht hatten, mit der amerikanischen Marine in Kontakt zu treten. Der verantwortliche japanische Offizier auf Wake Island, Konteradmiral Sakaibara Shigematsu, wurde für diese Tat später als Kriegsverbrecher hingerichtet. Am 7. September 1945 kapitulierte Wake unter seiner Führung.

## Film
- Wake Island, Spielfilm, USA 1942, Regie: John Farrow, Schauspieler: Robert Preston, Brian Donlevy, Macdonald Carey u. a.